# Leszek Bosek
Leszek Bosek (ur. 4 marca 1977 w Bolesławcu) – polski prawnik, profesor nauk społecznych w dyscyplinie nauki prawne pracujący w Katedrze Prawa Cywilnego na Wydziale Prawa i Administracji Uniwersytetu Warszawskiego, sędzia Sądu Najwyższego. W latach 2016–2018 prezes Prokuratorii Generalnej Rzeczypospolitej Polskiej.  Specjalizuje się w prawie konstytucyjnym materialnym i procesowym, prawie cywilnym, prawie europejskim i prawie medycznym.

## Życiorys
W 2002 ukończył studia na Wydziale Prawa i Administracji Uniwersytetu Warszawskiego. W 2006 uzyskał stopień doktora nauk prawnych na podstawie pracy pt. Bezprawie legislacyjne w prawie polskim (problemy odpowiedzialności odszkodowawczej). W 2013 zdobył stopień doktora habilitowanego na podstawie dorobku naukowego i rozprawy habilitacyjnej pt. Gwarancje godności ludzkiej i ich wpływ na polskie prawo cywilne. W 2005 był stypendystą Fundacji na rzecz Nauki Polskiej.
Od 2008 pracuje w Katedrze Prawa Cywilnego WPiA UW jako adiunkt, a następnie profesor nadzwyczajny oraz profesor nauk prawnych. Obecnie jest kierownikiem Pracowni Prawa Medycznego i Biotechnologii. W latach 2009–2015 pracował również w Zakładzie Bioetyki i Prawa Medycznego Uniwersytetu Jagiellońskiego. 
W trakcie pracy naukowej Leszek Bosek odbył staże i prowadził badania w Europejskim Instytucie Uniwersyteckim we Florencji, Oxford University, Instytucie Maxa Plancka w Hamburgu, Katolickim Uniwersytecie Leuven, Cardiff School of Law oraz Wolnym Uniwersytecie w Berlinie.
W latach 2002–2006 był radcą ds. orzecznictwa w Biurze Trybunału Konstytucyjnego. Od 2006 do 2011 był radcą Prokuratorii Generalnej Skarbu Państwa oraz pełnił w niej funkcję wicedyrektora Departamentu Zastępstwa Procesowego II. W latach 2011–2016 był naczelnikiem Wydziału Analiz Legislacyjnych w Biurze Analiz Sejmowych oraz redaktorem naczelnym  „Zeszytów Prawniczych BAS”. W latach 2008–2015 orzekał jako mediator i arbiter w Sądzie Polubownym przy Komisji Nadzoru Finansowego. Od 2011 jest redaktorem tematycznym w dziedzinie prawa prywatnego w „Forum Prawniczym”. W 2016 Prezes Rady Ministrów Beata Szydło na wniosek Ministra Skarbu Państwa Dawida Jackiewicza powołała go na stanowisko Prezesa Prokuratorii Generalnej Skarbu Państwa, które z dniem 1 stycznia 2017 r.  przekształciło się w stanowisko Prezesa Prokuratorii Generalnej Rzeczypospolitej Polskiej na mocy ustawy z dnia 15 grudnia 2016 r. o Prokuratorii Generalnej Rzeczypospolitej Polskiej.
Jako Prezes Prokuratorii Generalnej w latach 2016–2018 nadzorował ponad 7000 spraw sądowych prowadzonych jednocześnie o łącznej wartości przedmiotu sporu ponad 50 mld zł. Osobiście wykonywał zastępstwo Skarbu Państwa przed Sądem Najwyższym w sprawach o szczególnej doniosłości (np. w sprawie zagadnienia prawnego dotyczącego przedawnienia roszczeń reprywatyzacyjnych – uchwała 7 sędziów SN z 13 lipca 2016 r., III CZP 14/16 czy w sprawie zagadnienia prawnego dotyczącego bezpośredniego stosowania Konstytucji RP przez sądy powszechne i Sąd Najwyższy – postanowienie SN z 23 marca 2017 r., V CSK 477/16), a także przed sądami państw obcych np. sprawa ze skargi spółek cypryjskich: Seventhsun Holdings Limited, Jevelinia Limited, Aventon Limited, Stanorode Limited, Wildoro Limited przeciwko Rzeczypospolitej Polskiej – Ministrowi Sprawiedliwości o unieważnienie alternatywnie uchylenie wyroku sądu polubownego oddalającego roszczenia wobec Rzeczypospolitej Polskiej w związku z wadliwą prywatyzacją Huty Pokój – wyrok z 18 maja 2018 r. Sądu Apelacyjnego w Sztokholmie). Jako pełnomocnik Rzeczypospolitej Polskiej prowadził przed Wielką Izbą Trybunału Sprawiedliwości Unii Europejskiej precedensową sprawę Achmea, C-284/16, dotyczącą wadliwości 196 dwustronnych umów o ochronie i popieraniu inwestycji, zawierających klauzule arbitrażowe umożliwiające pozwanie państwa o odszkodowanie przed tworzony ad hoc trybunał, z pominięciem sądów krajowych i samego Trybunału Sprawiedliwości. Był także radcą prowadzącym sprawę arbitrażową Airbus Helicopters S.A.S. i Airbus S.E. przeciwko Rzeczypospolitej w sprawie dostawy wielozadaniowych helikopterów Caracal dla polskiej armii, zakończoną sukcesem strony polskiej.
Współtworzył ustawę o Prokuratorii Generalnej Rzeczypospolitej Polskiej, wprowadzającą wiele istotnych zmian w zadaniach i kompetencjach Prokuratorii Generalnej. Po wejściu w życie ustawy koordynował proces przygotowania Prokuratorii Generalnej do objęcia nowych kompetencji, w tym obsługi prawnej spółek z udziałem Skarbu Państwa oraz nadzoru nad rozporządzaniem mieniem państwowym przez państwowe osoby prawne. Zorganizował ustanowiony przez ustawę Sąd Polubowny przy Prokuratorii Generalnej, a także Kolegium, w składzie którego znaleźli się specjaliści z dziedziny prawa cywilnego, międzynarodowego i europejskiego.
W czasie sprawowania funkcji Prezesa Prokuratorii Generalnej uzyskiwał akceptację sejmowej Komisji Energii i Skarbu Państwa corocznych sprawozdań z działalności Prokuratorii Generalnej przez aklamację.
W latach 2002–2015 był prezesem zarządu Fundacji Academia Iuris. Od 2011 jest ekspertem Związku Dużych Rodzin „Trzy Plus”.
10 października 2018 Prezydent RP powołał go do pełnienia urzędu na stanowisku sędziego Sądu Najwyższego w Izbie Kontroli Nadzwyczajnej i Spraw Publicznych.. W wyroku z dnia 8 listopada 2021 w sprawie Dolińska-Ficek i Ozimek przeciwko Polsce Europejski Trybunał Praw Człowieka uznał, że Izba Kontroli Nadzwyczajnej i Spraw Publicznych nie jest niezawisłym i bezstronnym sądem ustanowionym ustawą w rozumieniu art. 6 ust. 1 EKPC, gdyż „na procedurę powoływania sędziów nadmiernie wpłynęły organy władzy ustawodawczej i wykonawczej”. Trybunał Sprawiedliwości Unii Europejskiej w wyroku z 21 grudnia 2023 r. (C-718/21) uznał, że „wszystkie elementy zarówno systemowe, jak i dotyczące konkretnych okoliczności faktycznych, które charakteryzowały powołanie sędziów IKNiSP, skutkują tym, że ten organ nie ma statusu niezawisłego i bezstronnego sądu”. Mimo tych wyroków Leszek Bosek kontynuował orzekanie. 
W styczniu 2019 r. Zgromadzenie sędziów Izby Kontroli Nadzwyczajnej i Spraw Publicznych SN wybrało go jednym z trzech kandydatów na prezesa tej izby. W maju 2020 r. Zgromadzenie Ogólne Sędziów SN wskazało go jako jednego z pięciu kandydatów na stanowisko Pierwszego Prezesa Sądu Najwyższego.
Postanowieniem Prezydenta RP z 2 lutego 2023 r. uzyskał tytuł profesora nauk społecznych w dyscyplinie nauki prawne.

## Publikacje
Jest autorem, współautorem lub redaktorem ponad 160 publikacji naukowych z zakresu prawa i postępowania cywilnego, prawa konstytucyjnego i europejskiego. Publikuje w takich czasopismach prawniczych jak „Państwo i Prawo”, „European Journal of Health Law”, „Przegląd Sądowy”, "Europarecht", „Kwartalnik Prawa Prywatnego”, „Orzecznictwo Sądów Polskich” i „Przegląd Sejmowy”.
Wybrane publikacje:
- System Prawa Medycznego, T. 1-6, Warszawa 2017-2023, ss. 7098 [współredaktor serii, współredaktor tomów 1-2 oraz współautor].
- Ustawa o zapobieganiu oraz zwalczaniu zakażeń i chorób zakaźnych u ludzi. Komentarz, Warszawa 2021 [redaktor i współautor].
- Ustawa o prawach pacjenta i Rzeczniku Praw Pacjenta. Komentarz, Warszawa 2020 [redaktor i współautor].
- Prokuratoria Generalna RP. Komentarz, Warszawa 2019 [współredaktor i współautor].
- Medical Law, Warsaw 2019 [redaktor i współautor].
- Stan epidemii. Konstrukcja prawna, Warszawa 2022, ss. 400.
- Bezprawie legislacyjne, wydanie 2, Warszawa 2021, ss. 432.
- Anti-Epidemic Emergency Regimes under Polish Law in Comparative, Historical and Jurisprudential Perspective, “European Journal of Health Law” (28) 2021/2, s. 113–141.
- The Normative Structure of the State of Epidemic Under Polish Law, “Medicine, Law & Society” (14) 2021/2, s. 209-228.
- On the CETA’s compatibility with European Union law in light of Opinion No 1/17 of the Court of Justice of 30 April 2019, “Zeitschrift für Europarecht, Internationales Privatrecht & Rechtsvergleichung”, 6/2020, s. 652-680 [współautor].
- Więź interpersonalna jako dobro osobiste czy kategoria dobra wspólnego?, [w:] Solidarność i dobro wspólne jako wartości w prawie, red. D. Bach-Golecka, Warszawa 2021, s. 351-364.

- Aktualne zagadnienia sporne w międzynarodowym arbitrażu inwestycyjnym – uwagi na tle wyroku TSUE z 6 marca 2018 r. Achmea C-284/16 [w:] J. Haberko. J. Grykiel, K. Mularski (red.), Ius civile vilantibus scriptum est. Księga jubileuszowa Profesora Adama Olejniczaka, Warszawa 2022.
- Jeszcze o rozstrzyganiu sporów patentowych w Europie. Uwagi na tle wyroku niemieckiego Federalnego Trybunału Konstytucyjnego z dnia 13 lutego 2020 r. [w:] A. Jakubecki, A. Niewęgłowski (red.), Księga Jubileuszowa Profesora Ryszarda Skubisza, Warszawa 2022.
- Między obiektywnym porządkiem wartości a autonomią prawa cywilnego – konstytucyjne aspekty niegodności dziedziczenia, [w:] W. Borysiak, J. Wierciński (red.), Księga jubileuszowa Profesor Elżbiety Skowrońskiej-Bocian, Warszawa 2022.
- The Determination of Death under Polish Law in Comparative, Historical and Medical Perspective, “European Journal of Health Law” (27) 2020/5, s. 1-19 [współautor].
- O wizji porządku prawnego Marka Safjana [w:] K. Szczepanowska-Kozłowska (red.), Profesor Marek Safjan. Znany i nieznany. Księga jubileuszowa z okazji siedemdziesiątych urodzin, Warszawa 2020, s. 59-64.
- Zagadnienie parytetu płci w organach spółek prawa handlowego w świetle Konstytucji RP i prawa Unii Europejskiej, [w:]  M. Dumkiewicz, K. Kopaczyńska-Pieczniak, J. Szczotka (red.), Sto lat polskiego prawa handlowego. Księga jubileuszowa dedykowana Profesorowi Andrzejowi Kidybie, Warszawa 2020, s. 357-375 [współautor].
- Bezpośrednie stosowanie Konstytucji RP w orzecznictwie Sądu Najwyższego – Izby Cywilnej, [w:] M. Granat (red.), Sądownictwo konstytucyjne. Teoria i praktyka, t. II, Warszawa 2019, s. 181-202.
- Richterwahl und europäisches Recht, “Europarecht” 5/2019, s. 522-545 [współautor].
- Perspektywy rozwoju odpowiedzialności cywilnej za inteligentne roboty, “Forum Prawnicze” 2/2019, s. 3-17.
- Constitutional Dimensions of the Judicial Restitution of Wrongfully Expropriated Property in Poland, “Loyola of Los Angeles International & Comparative Law Review” (41) 2018/3, s. 369-408 [współautor].
- Instytucje prawa medycznego, t. 1, seria System Prawa Medycznego, Warszawa 2018, [współredaktor oraz współautor].
- Szczególne świadczenia zdrowotne, t. 2, seria System Prawa Medycznego, Warszawa 2018, [współredaktor oraz współautor].
- Organizacja systemu ochrony zdrowia, t. 3, seria System Prawa Medycznego, Warszawa 2020 [współredaktor oraz współautor].
- Prawo farmaceutyczne, t. 4, seria System Prawa Medycznego, Warszawa 2019 [współredaktor].
- Prawo i państwo. Księga jubileuszowa 200-lecia Prokuratorii Generalnej Rzeczypospolitej Polskiej, Warszawa 2017 [redaktor i współautor].

- Konstytucja RP. Tom I. Komentarz do art. 1–86, Warszawa 2016, [współredaktor oraz współautor].
- Konstytucja RP. Tom II. Komentarz do art. 87–243, Warszawa 2016, [współredaktor oraz współautor].
- Odpowiedzialność odszkodowawcza Skarbu Państwa, [w:] M. Derlatka, L. Garlicki, M. Wiącek (red.), Na straży państwa prawa. Trzydzieści lat orzecznictwa Trybunału Konstytucyjnego, Warszawa 2016, s. 405–432.
- Przesłanki przedmiotowe kontroli konstytucyjności w trybie skargowym, [w:] K. Urbaniak (red.) Skarga konstytucyjna. Zagadnienia teorii i praktyki, Poznań 2015, s. 79–129.
- Europejski Trybunał Praw Człowieka. Zagadnienia ustrojowe i procesowe. Skutki orzeczeń, OIRP Warszawa 2014, [współautor].
- Kontrola konstytucyjności prawa. Komentarz praktyczny dla sędziów i pełnomocników procesowych. Wzory pism procesowych, Warszawa 2014, [współautor].
- Le droit a la  vie privee et la question de l’euthanasie en Pologne [w:] Le droit de la sante: aspects noveaux, Travaux de l’Association Henri Capitant, Journees suisses Tome LIX, Bruxelles 2012, [współautor].
- Gwarancje godności ludzkiej i ich wpływ na polskie prawo cywilne, Warszawa 2012.
- Medical Law. Cases and Commentaries, Warszawa 2012, [współautor].
- Konstytucyjna formuła odpowiedzialności odszkodowawczej administracji publicznej, [w:] R. Hauser, Z. Niewiadomski, A. Wróbel (red.), t. 2. System Prawa Administracyjnego. Konstytucyjne podstawy funkcjonowania administracji publicznej, Warszawa 2012.
- Kontrola konstytucyjności prawa. Zagadnienia ustrojowe, procesowe i materialnoprawne, Warszawa 2011, [współautor].
- Prawo wobec medycyny i biotechnologii. Zbiór orzeczeń z komentarzami, Warszawa 2011, [współautor].
- Bezprawie legislacyjne, Warszawa 2007.